# Tscharik
Der Tscharik war eine asiatische Masseneinheit (Gewichtsmaß) und galt in Turkestan und Buchara.
- 1 Tscharik = 8 Nimtschat = 1,99636875 Kilogramm
- 4 Tscharik = 1 Du

Die Maßkette war vom Batman, der halben Kamellast:
- Buchara: 1 Batman = 2 Nem-man = 8 Sihr/Seer = 16 Nim-sihr/Du = 64 Tscharik = 256 Nimtscha/Nemetsche = 27392 Miskal = 127,7676 Kilogramm